# Teorema de Jacobi
Em álgebra linear,  o Teorema de Jacobi é um resultado que permite substituir uma fila de uma matriz quadrada qualquer, pela soma desta fila com um múltiplo de uma fila paralela, sem se alterar o valor do determinante da matriz.

## Enunciado do teorema
Se uma fila (linha ou coluna) de uma matriz quadrada {\displaystyle A} for adicionada uma múltipla de outra fila paralela, obtemos uma matriz {\displaystyle B} tal que {\displaystyle \det A=\det B} .

## Exemplo
O Teoremas de Jacobi é particularmente útil quando produzimos zeros de modo a obter uma matriz triangular. Para ilustrar esta ideia vamos calcular o determinante da matriz A dada por 
{\displaystyle A={\begin{bmatrix}1&4&2\\-3&-5&1\\-1&3&-3\end{bmatrix}}}.
Realizamos as seguintes alterações nas linhas 2 e 3 da matriz {\displaystyle A}: Nova Linha 2 {\displaystyle =} Linha 2 {\displaystyle +} 3 {\displaystyle \cdot } Linha 1; Nova Linha 3 {\displaystyle =} Linha 3 {\displaystyle +} Linha 1. Temos, assim, de acordo com o Teorema de Jacobi, 
{\displaystyle \det A=\det {\begin{bmatrix}1&4&2\\-3+3\cdot 1&-5+3\cdot 4&1+3\cdot 2\\-1+1&3+4&-3+2\end{bmatrix}}=\det {\begin{bmatrix}1&4&2\\0&7&7\\0&7&-1\end{bmatrix}}}.
Realizando a nova alteração: Nova Linha 3 {\displaystyle =} Linha 3 {\displaystyle -} Linha 2, temos, novamente pelo Teorema de Jacobi, 
{\displaystyle \det {\begin{bmatrix}1&4&2\\0&7&7\\0-0&7-7&-1-7\end{bmatrix}}=\det {\begin{bmatrix}1&4&2\\0&7&7\\0&0&-8\end{bmatrix}}}.
Portanto, como chegamos a uma matriz triangular, cujo determinante pode ser obtido multiplicando-se os elementos da diagonal principal, temos {\displaystyle \det A=1\cdot 7\cdot (-8)=-56}.
Nota-se que o Teorema de Jacobi permite uma triangularização da matriz, facilitando o cálculo do determinante .

## Exemplo: Teorema de Jacobi×{\displaystyle \times }Teorema de Laplace
O determinante de uma matriz de ordem 4 será calculado de duas formas, ilustrando que o uso do Teorema de Jacobi reduz a quantidade de determinantes de tamanho menor a serem calculados. Nota-se que aplicações sucessivas do Teorema de Jacobi facilitariam ainda mais o cálculo do determinante, especialmente quando uma matriz triangular é obtida.
1) Pelo Teorema de Jacobi, serão obtidos zeros na primeira coluna (e linhas 2, 3 e 4) da matriz 
{\displaystyle A={\begin{bmatrix}1&2&0&-1\\-1&3&1&4\\1&1&1&2\\2&2&-1&3\end{bmatrix}}.}
Em seguida, será calculado o determinante da matriz por meio do uso do teorema de Laplace e da Regra de Sarrus. Realizamos as seguintes alterações nas linhas 2 e 3 de {\displaystyle A}: Nova Linha 2 {\displaystyle =} Linha 2 {\displaystyle +} Linha 1; Nova Linha 3 {\displaystyle =} Linha 3 {\displaystyle +} ({\displaystyle -}1) {\displaystyle \cdot } Linha 1; Nova Linha 4 {\displaystyle =} Linha 4 {\displaystyle +} ({\displaystyle -}2) {\displaystyle \cdot } Linha 1. A matriz resultante é {\displaystyle B={\begin{bmatrix}1&2&0&-1\\-1+1&3+2&1+0&4+(-1)\\1-1&1-2&1-0&2-(-1)\\2-2\cdot 1&2-2\cdot 2&-1-2\cdot 0&3-2\cdot (-1)\end{bmatrix}}={\begin{bmatrix}1&2&0&-1\\0&5&1&3\\0&-1&1&3\\0&-2&-1&5\end{bmatrix}}}
e, pelo Teorema de Jacobi, {\displaystyle \det A=\det B}. Agora, o uso do teorema de Laplace à primeira coluna de {\displaystyle B} fornece
{\displaystyle \det B=1\cdot (-1)^{1+1}\cdot \det {\begin{bmatrix}5&1&3\\-1&1&3\\-2&-1&5\\\end{bmatrix}}+0\cdot (-1)^{2+1}\cdot \det {\begin{bmatrix}2&0&-1\\-1&1&3\\-2&-1&5\\\end{bmatrix}}+0\cdot (-1)^{3+1}\cdot \det {\begin{bmatrix}2&0&-1\\5&1&3\\2&-1&5\\\end{bmatrix}}+0\cdot (-1)^{4+1}\cdot \det {\begin{bmatrix}2&0&-1\\5&1&3\\-1&1&3\\\end{bmatrix}}.}
Assim, só precisamos calcular um determinante de ordem 3, o que pode ser feito pela Regra de Sarrus, como segue
{\displaystyle \det(A)=\det(B)=\det {\begin{bmatrix}5&1&3\\-1&1&3\\-2&-1&5\\\end{bmatrix}}=25-6+3-(-6-15-5)=48.}
2) Sem utilizar o Teorema de Jacobi, ou seja, utilizando o Teorema de Laplace diretamente na matriz A, igualmente na primeira coluna, temos
{\displaystyle \det(A)=1\cdot (-1)^{1+1}\cdot \det {\begin{bmatrix}3&1&4\\1&1&2\\2&-1&3\end{bmatrix}}+(-1)\cdot (-1)^{2+1}\cdot \det {\begin{bmatrix}2&0&-1\\1&1&2\\2&-1&3\end{bmatrix}}+1\cdot (-1)^{3+1}\cdot \det {\begin{bmatrix}2&0&-1\\3&1&4\\-2&-1&3\\\end{bmatrix}}+2\cdot (-1)^{4+1}\cdot \det {\begin{bmatrix}2&0&-1\\3&1&4\\1&1&2\\\end{bmatrix}}}
e o uso da Regra de Sarrus para calcular cada um dos determinantes acima fornece
{\displaystyle detA=1\cdot (9+4-4-[8+3-6])+1\cdot (6+0+1-[-2+0-4])+1\cdot (6+0+3-[-2+0-8]-2\cdot (4+0-3-[-1+0+8])=48.}

## Demonstração do teorema
Para a demonstração, vamos considerar uma matriz quadrada qualquer, de ordem n, ou seja,
{\displaystyle A={\begin{bmatrix}a_{11}&a_{12}&...&\color {black}a_{1k}&...&a_{1l}&...&a_{1n}\\a_{21}&a_{22}&...&\color {black}a_{2k}&...&a_{2l}&...&a_{2n}\\a_{31}&a_{32}&...&\color {black}a_{3k}&...&a_{3l}&...&a_{3n}\\\vdots &\vdots &\vdots &\color {black}\vdots &\vdots &\vdots &\ddots &\vdots \\a_{n1}&a_{n2}&...&\color {black}a_{nk}&...&a_{nl}&...&a_{nn}\end{bmatrix}}.}
Na l-ésima coluna, iremos somar seus termos com os respectivos termos da k-ésima coluna multiplicados pela constante {\displaystyle C}. Com isso, temos a nova matriz {\displaystyle A'} dada por
{\displaystyle A'={\begin{bmatrix}a_{11}&a_{12}&...&a_{1k}&...&a_{1l}+C\cdot a_{1k}&...&a_{1n}\\a_{21}&a_{22}&...&a_{2k}&...&a_{2l}+C\cdot a_{2k}&...&a_{2n}\\a_{31}&a_{32}&...&a_{3k}&...&a_{3l}+C\cdot a_{3k}&...&a_{3n}\\\vdots &\vdots &\vdots &\vdots &\vdots &\vdots &\ddots &\vdots \\a_{n1}&a_{n2}&...&a_{nk}&...&a_{nl}+C\cdot a_{nk}&...&a_{nn}\end{bmatrix}}}
De acordo com a propriedade da soma de determinantes, o determinante de {\displaystyle A'} pode ser escrito como a soma de dois determinantes, como segue 
{\displaystyle \det A'={\begin{vmatrix}a_{11}&a_{12}&...&a_{1k}&...&a_{1l}&...&a_{1n}\\a_{21}&a_{22}&...&a_{2k}&...&a_{2l}&...&a_{2n}\\a_{31}&a_{32}&...&\color {black}a_{3k}&...&a_{3l}&...&a_{3n}\\\vdots &\vdots &\vdots &\vdots &\vdots &\vdots &\ddots &\vdots \\a_{n1}&a_{n2}&...&a_{nk}&...&a_{nl}&...&a_{nn}\end{vmatrix}}+{\begin{vmatrix}a_{11}&a_{12}&...&a_{1k}&...&Ca_{1k}&...&a_{1n}\\a_{21}&a_{22}&...&a_{2k}&...&Ca_{2k}&...&a_{2n}\\a_{31}&a_{32}&...&a_{3k}&...&Ca_{3k}&...&a_{3n}\\\vdots &\vdots &\vdots &\vdots &\vdots &\vdots &\ddots &\vdots \\a_{n1}&a_{n2}&...&a_{nk}&...&Ca_{nk}&...&a_{nn}\end{vmatrix}}.}
Percebemos que no segundo determinante, do lado direito da igualdade, temos duas colunas proporcionais, de modo que o mesmo é nulo. Além disso, a matriz que aparece no primeiro determinante do lado da igualdade é exatamente {\displaystyle A}. Logo, {\displaystyle \det A'=\det A+0=\det A}.